# Stray Cat Blues
„Stray Cat Blues“ je píseň anglické rockové skupiny The Rolling Stones, která poprvé vyšla na jejich albu Beggars Banquet z roku 1968. Jejími autory jsou zpěvák Mick Jagger a kytarista Keith Richards a původní nahrávku na albu Beggars Banquet produkoval Jimmy Miller. V její původní verzi vedle Jaggera a Richardse hrají ještě Brian Jones (kytara, mellotron), Bill Wyman (baskytara), Charlie Watts (bicí), Nicky Hopkins (klavír) a Rocky Dijon (konga). Jagger později (1977) přiznal, že zvuk a tempo této písně byl převzat ze skladby „Heroin“ od americké skupiny The Velvet Underground. Píseň byla roku 2015 použita ve filmu Joy.